# Século XXIII a.C.
Século:  Século XXIV a.C. - Século XXIII a.C. - Século XXII a.C.
Inicia no primeiro dia do ano 2300 a.C. e termina no último dia do ano 2201 a.C.

## Eventos

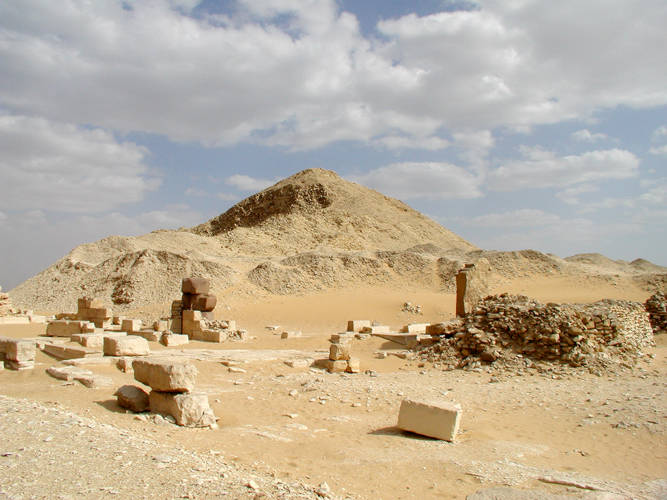
Ruínas do complexo da pirâmide de Pepi II, o monarca com o mais longo reinado registrado da história

- 2334 a.C.–2279 a.C.: Sargão da Acádia conquista a Mesopotâmia.
- 2300 a.C.: Civilização do Vale do Indo florescendo no leste do moderno Paquistão - oeste da Índia.
- 2333 a.C.: Início do Gojoseon, primeira dinastia e sistema de governo da Coreia.
- cerca de 2300 a.C.: Começa a Idade do Bronze. Metais começam a ser usados na Europa Setentrional.
- cerca de 2300 a.C.–2184 a.C.: Disco de Enheduana, de Ur, (moderna Muqaiyir, Iraque) é feito. Está agora no Museu de Arqueologia e Antropologia da Universidade da Pensilvânia, Filadélfia.
- cerca de 2300 a.C.–2200 a.C.: Cabeça de um homem de Nínive (moderna Kuyunjik, Iraque) é feito. Está agora no Museu do Iraque, Bagdá.
- cerca de 2300 a.C.: Canal Bar Iúçufe é construído ligando o curso do Nilo a um lago natural (Lago Moeris).
- cerca de 2288 a.C.–2224/2194 a.C.: Pepi II e sua mãe, Rainha Merye-ankhnes, VI dinastia egípcia, é feito. Está agora no Museu de Arte do Brooklyn, Nova Iorque.
- cerca de 2285 a.C.: Enheduana, alta sacerdotisa da deusa lunar Nana em Ur, nasce.
- cerca de 2278 a.C.: Faraó Pepi II começa a reger (outra data seria 2383 a.C.).
- cerca de 2254 a.C.–2218 a.C.: Estela de Narã-Sim, provavelmente de Sipar, descoberta em Susa, é feita. Está agora no Museu do Louvre, Paris.
- cerca de 2240 a.C.: Acádia, capital do Império Acádio, torna-se a maior cidade do mundo, ultrapassando Mênfis, capital do Antigo Egito.[1]
- cerca de 2220 a.C. Assentamento neolítico Scord of Brouster em Shetland, Escócia.
- cerca de 2215 a.C.:  Cometa Hale-Bopp aparece. Exército gútio desce os Montes Zagros e derrota o exército do Império Acádio. Eles tomam Acádia, a capital da Acádia, e deixam-na totalmente destruída.
- cerca de 2300 a.C.: Metais começam a ser utilizados no Norte da Europa.